# Цереалије
Цереалије (лат. Cerealia) је био главни празник у част староримске богиње Церере. Тих дана приређиване су свечане игре у Циркусу Максимусу, а након њих би окупљени народ образовао дугу колону. Богињи су тада приношени на жртву свиња и колачи са медом. Славио се 19. априла, мада према неким ауторима, могао се дешавати у периоду од 12. до 19. априла, јер је трајао седам дана.
Постојао је још један празник у част ове богиње који се славио у августу, али су га празновале искључиво жене. Оне су приносиле „плодове земље“ као жртву богињи, обучене у беле хаљине и са венцем класа жита на глави. Учеснице овог празника нису смеле девет дана пре тога да воде љубав са својим мужевима.